# Йоахім Шпремберґ
Йоахім Шпремберґ (нім. Joachim Spremberg, 3 листопада 1908 — 16 липня 1975) — німецький академічний веслувальник.
Олімпійський чемпіон 1932 року в складі розпашної четвірки зі стерновим.